# 浯溪河乡
浯溪河乡，是中华人民共和国湖南省常德市桃源县下辖的一个乡镇级行政单位。

## 行政区划
浯溪河乡下辖以下地区：
九龙山村、老官坪村、明月山村、浯溪河村和龙潭桥村。